# Campeonato Sul-Americano de Futebol de Salão de 1973
O Campeonato Sul-Americano de Futebol de Salão de 1973 foi a 4ª edição do Campeonato Sul-Americano de Futebol de Salão entre seleções nacionais, organizado pela Confederação Sul-Americana de Futebol de Salão e FIFUSA. Todos os jogos foram disputados na cidade de Montevidéu, Uruguai. 
O Brasil sagrou-se campeão batendo o Uruguai na final.

## Premiação
| Campeonato Sul-Americano de Futebol de Salão de 1973 |
| ---------------------------------------------------- |
| Brasil 3º Título                                     |

## Ranking final
|   | Brasil    |
|   | Uruguai   |
|   | Paraguai  |
| 4 | Argentina |